# 大澤誠志郎
大澤 誠志郎（おおざわ せいしろう、1987年5月2日 - ）は、地方競馬の高知競馬場細川忠義厩舎所属の騎手である。勝負服の柄は緑、胴赤十字襷、袖白一本輪。愛媛県今治市出身。血液型A型。地方競馬教養センター騎手課程第86期生。

## 来歴
2008年3月31日付けで地方競馬騎手免許を取得。同年4月12日第1回佐賀競馬1日目第10競走桜花特別（B2-1組）スイングブレーヴで初騎乗（9頭立て4番人気5着）。翌4月13日第1回佐賀競馬2日目第1競走C2-16組条件戦をマイカトリーヌで優勝し、2戦目で初勝利（8頭立て1番人気）。
2010年1月12日第24回全日本新人王争覇戦出場（10人中4位）。
2014年6月16日～同年8月31日の間、高知競馬場の田中譲二厩舎に所属し期間限定騎乗をする。
2017年2月11日、2月20日付けで高知競馬場へ移籍することが発表された。佐賀競馬所属騎手としての騎乗は2月12日が最後だった。
地方通算成績は4652戦154勝・2着233回・3着306回・勝率3.3%・連対率8.3%（2020年3月29日現在）